# Залужний Олександр Самійлович
Олекса́ндр Самій́лович Залу́жний (9 грудня 1886, с. Покровське, Херсонська губернія,  — 1941) — член Української Центральної Ради.

## Життєпис
Народився в багатодітній селянській сім'ї. Початкову освіту здобув у земській школі, згодом продовжив навчання в Херсонській учительській семінарії. За політичну діяльність виключений з семінарії.
У 1907 році О. С. Залужного заарештовують, але він тікає та емігрує до Франції. Там він має можливість працювати і одночасно вчитися в політехнікумі, а згодом у Паризькому університеті Сорбонні. Повернувшись в 1910 році в Україну О. С. Залужний зосереджується на революційній діяльності.
У 1917 році стає членом Української Центральної Ради.
Невдовзі перебирається до Владивостока, де закінчує університет й залишається в ньому працювати викладачем та деканом. У 1922 році відвідує Японію, знайомиться з організацією освіти в цій країні.
В Україну повертається у 1924 р. в місто Харків. Тут він спочатку працює в Харківському інституті народної освіти на науково-дослідній кафедрі педології, де очолює секцію соціальної педагогіки.
З утворенням у 1926 році Українського науково-дослідного інституту педагогіки (УНДІП) призначається на посаду керівника секції колективознавства.
Він написав кілька десятків статей, три фундаментальні монографії. О. С. Залужний був провідним педологом, рефлексологом.
В 1926 році вийшла праця О. С. Залужного «Сільська трудова школа. Теорія і практика», де автор розкриває своє розуміння терміна «трудова школа», обґрунтовує її відмінності від міської школи. У статті «Метод тестів у нашій школі» Олександр Самійлович розглянув актуальну на той час проблему тестування як провідного засобу визначення обдарованої дитини.
У 1926 році виходить з друку його перша фундаментальна праця з питань теорії та практики колективу «Методи вивчення дитячого колективу (Вступ до педагогіки колективу)», а згодом, ще одна монографія «Учення про колектив. Методологія — дитколектив».
Результати експериментальної роботи вченого публікувалися в журналах «Радянська освіта», «Шлях освіти», часописі «Український вісник експериментальної педагогіки та рефлексології».
У 1935 році переїздить до Москви й починає працювати в Науково-дослідному інституті спеціальних шкіл і дитячих будинків Наркомпросу РРФСР. В січні 1938 року ученого заарештували і ув'язнили.
Помер 3 квітня 1941 року, посмертно реабілітований.

## Список наукових праць
- Залужный А. С. Лженаука педология в «трудах» Залкинда. Москва: Гос. учеб.-педагог. изд., 1937.
- Залужный А. С. Формирование социальных навыков у детей преддошкольного возраста. Москва: Изд-во «Охрана материнства и младенчества» НКЗ, 1928.
- Залужный А. С. Учение о коллективе: Методология: Детский коллектив. — Москва ; Ленинград: Работник просвещения, 1930
- Залужный А. С. Детский коллектив и методы его изучения. — Москва: Гос. изд.-во ; Ленинград: Гос. тип. им. Евг. Соколовой, 1931.